# 말레이숨바와어군
말레이숨바와어군은 오스트로네시아어족의 하위 어군 가운데 말레이어군, 참어군, (자와어를 제외한) 자와와 소순다열도 서부의 언어들을 한데 묶는 가설상의 분류군이다(Adelaar 2005). 만약 이 가설이 증명된다면, 말레이폴리네시아어파 안에서 오세아니아어군 다음으로 큰 분기군이 될 것이다. 그러나 말레이숨바와어군이 일반적으로 받아들여지는 것은 아니고, Blust (2010) 및 Smith (2017)에서는 이 가설을 기각한다.

## 분류
Adelaar (2005)에 따르면, 말레이숨바와어군은 다음과 같은 언어들로 구성된다.
말레이숨바와어군
- 순다어 (자와 서부, 바두이어 포함)
- 마두라어 (자와 동부 및 마두라섬, 캉에안어 포함)
- 말레이참발리사삭숨바와어군
  - 참어군 (인도네시아 아체주의 아체어와, 베트남 남부, 캄보디아, 중국 하이난섬의 참어 포함)
  - 말레이어군 (보르네오 서부 또는 수마트라 중부에서 기원, 말레이어(말레이시아어/인도네시아어), 수마트라 중부의 미낭카바우어, 보르네오 서부의 이반어 포함)
  - 발리사삭숨바와어군

자와어는 제외되어 있는데, 이는 자와어와 발리사삭어군 사이의 연관성이 주로 '높은' 사용역에서만 나타나고, '낮은' 사용역을 가져다 비교하면 없어지기 때문이다. 이러한 현상은 영어에서도 볼 수 있는데, 영어에서 '고급' 어휘는 프랑스어와 관련 있어 보이지만, 영어의 기본 구조를 통해서는 독일어나 네덜란드어와 더 가깝다는 사실이 증명되는 것과 비슷하다.
순다어는 람풍어와 음운 변화를 공유하는 것으로 보이나, 람풍어는 아델라르의 말레이숨바와어군에는 들어맞지 않는다.
Larish (1999)에서는 아래와 같이 모켄어와 모클렌어를 모클렌아체참말레이("MACM")라는 더 큰 어군의 일부로 분류한다. 그러나 Smith (2017: 459)에서는 모클렌어군이 말레이폴리네시아조어에서 바로 갈라져 나왔다고 본다.
모클렌아체참말레이어군
- 모클렌어군
  - 모켄어
  - 모클렌어
- 아체참말레이어군
  - 아체어, 참어
  - 말레이어군